# Joachim Grüninger
Joachim Grüninger (* 7. Juli 1951) ist ein ehemaliger deutscher Fußballspieler. Er spielte auf der Position des Torhüters.

## Karriere
Joachim Grüninger kam von der TSG Reutlingen zum SSV Reutlingen 05. In der Saison 1973/74 gehörte er erstmals dem Kader der ersten Mannschaft des SSV, die damals in der 1. Amateurliga Schwarzwald-Bodensee spielte, an. Als seine Mannschaft als Württembergischer Amateurmeister in der Endrunde um die Deutsche Amateurmeisterschaft 1974 Deutscher Amateurmeister wurde, stand in den Endspielen gegen den VfB 06/08 Remscheid Grüningers Konkurrent Rolf Kirsch im Reutlinger Tor. Nachdem der SSV Reutlingen in die 2. Bundesliga Süd aufgestiegen war, war Grüninger mit 16 Profispielen in der Saison 1975/76 häufiger für Reutlingen im Einsatz als seine Konkurrenten Rolf Kirsch und Dieter Gust. Nachdem der SSV am Saisonende abgestiegen war, war Joachim Grüninger in der Saison 1976/77 sowohl beim 2:1-Sieg des SSV Reutlingen gegen den SSV Ulm 1846 im Finale um die Württembergische Amateurmeisterschaft als auch in der erfolglosen Aufstiegsrunde zur 2. Bundesliga Stammtorhüter der Reutlinger. Nach seiner Zeit beim SSV Reutlingen wechselte Joachim Grüninger zum TSV Pliezhausen.